# 1897年阿薩姆地震
1897年阿薩姆地震是1897年6月12日發生在印度阿薩姆邦的強烈地震。這次地震造成建築物嚴重毀損，超過1,500人死亡。

## 地震
這次地震發生在印度板塊北部邊緣，由西隆高原奧爾德姆斷層所造成。主要斷層破裂達11公尺（36英尺），最大滑動距離為16米（52英尺）。滑動面積延伸180公里（110英里）之遠，深度達9至45公里（5.6-28.0英里）。

## 破壞
廣達390,000平方公里（150,000平方英里）的磚石建築遭到嚴重破壞，甚至有人認為受害面積應為650,000平方公里（250000平方英里），從緬甸延伸到新德里。許多不丹的建築受到嚴重破壞。

## 延伸閱讀
- Gahalaut, V. K.; Chander, R. . Tectonophysics. 1992, 204 (1–2): 163–174. doi:10.1016/0040-1951(92)90277-D.
- Lee, W. H. K.; Meyers, M.; Shimazaki, N. . San Diego: Academic Press. 1988. ISBN 0-12-440870-2.
- Oldham, Richard D. . Calcutta: Geological Survey of India. 1899.